# Thang điểm xuất huyết Glasgow-Blatchford
Thang điểm xuất huyết Glasgow-Blatchford (GBS) là một công cụ sàng lọc để đánh giá khả năng một bệnh nhân xuất huyết tiêu hoá trên cấp tính (UGIB) có cần đến các can thiệp nội khoa hay không (Ví dụ: truyền máu hoặc can thiệp nội soi).
Một nghiên cứu mới đây đăng tải trên tờ Lancet cho thấy có thể xác định được những bệnh nhân nào chưa cần nhập viện sau xuất huyết tiêu hoá trên cấp (UGIB).
H3-Ổ loét tiêu hoá có khả năng gây xuất huyết
Các ưu điểm của  GBS so với thang điểm Rockall, thường được dùng để đánh giá nguy cơ tử vong ở những bệnh nhân UGIB, bao gồm việc không có các biến số chủ quan (vd. độ trầm trọng của các bệnh hệ thống) và không cần thiết phải nội soi thực quản dạ dày tá tràng (OGD) để hoàn tất việc tính điểm – một đặc trưng duy nhất của GBS.
H4-Hình ảnh loét và nguy cơ xuất huyết tiêu hoá do thuốc NSAID
Trong một nghiên cứu đăng tải trên tạp chí Lancet ngày 3 tháng 1 năm 2009, 16% bệnh nhân đến với xuất huyết tiêu hoá trên cấp tính (UGIB) có điểm số GBS là "0", được xem là thấp. Không có trường hợp nào tử vong hoặc cần đến can thiệp trong số các bệnh nhân này, và họ đều có thể được điều trị hiệu quả tại khoa điều trị ngoại trú.

## Các Tiêu chuẩn
Điểm số được tính toán theo bảng dưới đây:
| Thang Điểm Glasgow-Blatchford  |                                |                                     |
| Chỉ điểm nguy cơ lúc nhập viện | Chỉ điểm nguy cơ lúc nhập viện | Giá trị thành phần trong thang điểm |
| Ure huyết                      |                                |                                     |
| ≥6·5 <8·0                      | 2                              | 2                                   |
| ≥8·0 <10·0                     | 3                              | 3                                   |
| ≥10·0 <25·0                    | 4                              | 4                                   |
| ≥25                            | 6                              | 6                                   |
| Hemoglobin (g/dL) cho nam      |                                |                                     |
| ≥12.0 <13.0                    | 1                              | 1                                   |
| ≥10.0 <12.0                    | 3                              | 3                                   |
| <10.0                          | 6                              | 6                                   |
| Hemoglobin (g/dL) cho nữ       |                                |                                     |
| ≥10.0 <12.0                    | 1                              | 1                                   |
| <10.0                          | 6                              | 6                                   |
| Huyết áp tâm thu (mm Hg)       |                                |                                     |
| 100–109                        | 1                              | 1                                   |
| 90–99                          | 2                              | 2                                   |
| <90                            | 3                              | 3                                   |
| Các chỉ điểm khác              |                                |                                     |
| Mạch ≥100 (mỗi phút)           | 1                              | 1                                   |
| Có tiêu phân đen               | 1                              | 1                                   |
| Có ngất xỉu                    | 2                              | 2                                   |
| Có bệnh lý gan                 | 2                              | 2                                   |
| Có suy tim                     | 2                              | 2                                   |
|                                |                                |                                     |

Trong nhóm được thừa nhận (validation group), điểm số từ 6 trở lên đi kèm với tăng trên 50% nguy cơ cần thiết phải can thiệp
Điểm số bằng "0" nếu có tất cả các yếu tố sau đây:
1. Hemoglobin >12.9 g/dL (nam) hoặc >11.9 g/dL (nữ)
2. Huyết áp tâm thu >109 mm Hg
3. Mạch <100/phút
4. BUN (Blood urea nitrogen) <18.2 mg/dL
5. Không tiêu phân đen hoặc ngất xỉu
6. Không có bệnh lý tim mạch hay gan trong tiền sử hoặc vào thời điểm hiện tại
g/dL